# Jozef Bobok (fotbalový brankář)
Jozef Bobok (30. září 1934 Trnava – 15. května 2006 Prešov) byl slovenský fotbalový brankář.

## Fotbalová kariéra
V československé lize hrál za Spartak Košice VSS, Duklu Pardubice a TJ Tatran Prešov. Nastoupil v 92 ligových utkáních.

## Ligová bilance
| Ročník                                   | Zápasy | Góly | Nuly | Klub               |
| ---------------------------------------- | ------ | ---- | ---- | ------------------ |
| 1. československá fotbalová liga 1956    | 17     | 0    | –    | Spartak Košice VSS |
| 1. československá fotbalová liga 1957/58 | 12     | 0    | 1    | Dukla Pardubice    |
| 1. československá fotbalová liga 1958/59 | 1      | 0    | 0    | Dukla Pardubice    |
| 1. československá fotbalová liga 1959/60 | 10     | 0    | 2    | TJ Tatran Prešov   |
| 1. československá fotbalová liga 1960/61 | 4      | 0    | 0    | TJ Tatran Prešov   |
| 1. československá fotbalová liga 1961/62 | 25     | 0    | 7    | TJ Tatran Prešov   |
| 1. československá fotbalová liga 1962/63 | 8      | 0    | 1    | TJ Tatran Prešov   |
| 1. československá fotbalová liga 1963/64 | 12     | 0    | 4    | TJ Tatran Prešov   |
| 1. československá fotbalová liga 1964/65 | 3      | 0    | 0    | TJ Tatran Prešov   |
| CELKEM                                   | 92     | 0    |      |                    |